# Pont Lepage
Le pont Lepage est un pont routier qui relie Laval à Terrebonne en enjambant la rivière des Mille-Îles. 

## Situation et accès
Il joint les régions administratives de Laval et de Lanaudière.

## Description
Le pont est emprunté par l'autoroute 25. Il comporte six voies de circulation, soit trois par direction, lesquelles sont séparées par un muret central.
Il relie en fait la ville de Laval à l'île Saint-Jean. Il faut ensuite emprunter un tronçon d'autoroute de 700 mètres pour traverser l'île et rejoindre le pont Mathieu, qui lui permet de rejoindre l'autre rive.
On estime que 76 000 véhicules empruntent le pont chaque jour, soit 27,7 millions de véhicules par année.

## Origine du nom
Le pont est nommé en l'honneur de l'abbé Louis Lepage de Sainte-Claire (1690-1762), ecclésiastique français qui fut seigneur de Terrebonne et qui est considéré comme le fondateur de la ville de Terrebonne.

## Historique
Le pont a été construit en 1964.